# Gornja mrtva točka (mehanika)
Gornja mrtva točka  (GMT) klipnog mehanizma je točka kada klip dostigne svoj krajnji hod prema kraju cilindra. U tom trenutku je brzina gibanja klipa jednaka 0, tj. on je zaustavljen u svom gibanju. U toj točki klip završava svoje gibanje prema čelu cilindra i započinje svoj put prema drugom kraju. Kako se klip prestao gibati prema čelu cilindra, ovo je trenutak kada je i obujam unutar cilindra najmanji, a kod motora s unutarnjim izgaranjem se naziva volumen kompresije. Udaljenost između GMT i DMT se naziva stapaj (s) i jednaka je dvostrukoj udaljenosti između središta temeljnog i letećeg ležaja (r). 
U GMT vrijedi:
brzina klipa = 0
volumen iznad klipa = volumen kompresije
tlak u cilindru = maksimalni tlak kompresije (vrijedi samo za motore i kompresore)